# 821 до н. е.

## Події
Похід ассирійського царя Шамшіадада V на Урарту.

### Астрономічні явища
- 30 січня. Кільцеподібне сонячне затемнення.[1]
- 26 липня. Гібридне сонячне затемнення.[1]